# Aleksandar Petrović
Aleksandar ("Sasja") Petrović (Servisch: Александар (Саша) Петровић) (Parijs, 14 januari 1929 – aldaar, 20 augustus 1994) was een Joegoslavisch filmregisseur en scenarist.

## Biografie
Aleksandar “Sasja” Petrović begon Regie te studeren aan de Film- en Televisieschool van de Academie voor Podiumkunsten in Praag, maar als gevolg van de verslechterende politieke betrekkingen tussen Tsjecho-Slowakije en Joegoslavië, was hij gedwongen om zijn studies stop te zetten en terug te keren naar Belgrado. Daar behaalde hij in 1955 het diploma Kunstgeschiedenis aan de Universiteit van Belgrado.
Hij begon zijn carrière als regisseur met het maken van documentaire films. Hij won daarmee verschillende prijzen, maar zijn eerste pogingen om een langspeelfilm te maken werden slecht onthaald. Pas met zijn derde film, met de toepasselijke titel Drie (Tri - 1965), boekte hij succes. De film werd genomineerd voor een Academy Award voor Beste Niet-Engelstalige film.
Petrović werd een van de pioniers van de zogenaamde Joegoslavische nieuwe golf. Met zijn film Ik heb zelfs gelukkige zigeuners ontmoet (Skupljaci perja - 1967), een metaforisch drama over de Roma’s, werd hij genomineerd voor de Gouden Palm op het 20e Filmfestival van Cannes, en won hij er de Grand Prix Spécial du Jury. Hij kreeg er tevens zijn tweede nominatie voor een Academy Award voor Beste Niet-Engelstalige film voor.
In 1969 werd Petrović opnieuw genomineerd voor de Gouden Palm op het 22e Filmfestival van Cannes met zijn film Het regent in mijn dorp (Bice skoro propast sveta - 1968), waarin onder meer Annie Girardot meespeelde. Daarvoor haalde hij zijn inspiratie uit de roman Boze geesten van Fjodor Dostojevski. Daarna verfilmde hij nog drie klassiekers uit de wereldliteratuur: De meester en Margarita (Il maestro e Margherita - 1972) van Michail Boelgakov met Ugo Tognazzi en Mimsy Farmer, Groepsfoto met dame (Gruppenbild mit Dame - 1977) van Heinrich Böll met Romy Schneider, en Migraties (Seobe - 1989) van Miloš Crnjanski.
Naast regisseur was Aleksandar Petrović ook een filmtheoreticus. Hij werd Hoogleraar aan de Faculteit voor Dramatische kunsten bij de Universiteit van Belgrado en heeft verscheidene boeken geschreven over film. In 1967 was hij lid van de jury op het 17e Internationaal filmfestival van Berlijn, en in 1971 was hij lid van de jury op het 24e Filmfestival van Cannes.

## Filmografie
- 1965 – Tri (Drie)
- 1967 – Skupljaci perja (Ik heb zelfs gelukkige zigeuners ontmoet)
- 1968 – Bice skoro propast sveta (Het regent in mijn dorp)
- 1972 – De meester en Margarita (Il maestro e Margherita)
- 1977 – Gruppenbild mit Dame (Groepsfoto met dame)
- 1989 – Seobe (Migraties)

## Nominaties en prijzen
- 1966 – Academy Awards – Nominatie voor Beste Niet-Engelstalige film voor Tri
- 1967 – 20e Filmfestival van Cannes – Nominatie voor de Gouden Palm voor Skupljaci perja
- 1967 – 20e Filmfestival van Cannes – Grand Prix Spécial du Jury voor Skupljaci perja
- 1968 – Academy Awards – Nominatie voor Beste Niet-Engelstalige film voor Skupljaci perja
- 1969 – 22e Filmfestival van Cannes – Nominatie voor de Gouden Palm voor Bice skoro propast sveta
- 1972 - Internationaal filmfestival van Chicago - Zilveren Hugo voor De meester en Margarita
- 1972 - Filmfestival van Pula - Drie Gouden Arena's voor De meester en Margarita: Beste Film, Beste Regisseur, Beste Acteur (Bata Živojinović in de rol van Korovjev)